# Manganês
O manganês (português brasileiro) ou manganés (português europeu) (do francês manganèse) ou manganésio (designação preterida pela sua semelhança com o magnésio) é um elemento químico, símbolo Mn, número atômico 25 (25 prótons e 25 elétrons) e massa atómica 55 u, sólido em temperatura ambiente.
Situa-se no grupo 7 (anteriormente denominado como 7B) da classificação periódica dos elementos, sendo um metal de transição externa. Usado em ligas principalmente na do aço e, também, para a produção de pilhas. Foi descoberto em 1774 pelo sueco Johan Gottlieb Gahn, reduzindo o seu óxido com carbono. Sua principal aplicação é na fabricação de ligas metálicas no qual é um agente removedor de enxofre e oxigênio e outros usos de seus principais compostos incluem o dióxido de manganês na confecção de pilhas secas e o permanganato de potássio em laboratório como agente oxidante em várias reações químicas.
É o 12.º elemento mais abundante da crosta terrestre e seus principais minérios são a pirolusita e a rodocrosita. As maiores jazidas estão localizadas na África do Sul, Brasil, Ucrânia, Austrália, Índia, China e Gabão. No território brasileiro os estados do Pará, Minas Gerais e Mato Grosso do Sul são as principais regiões de mineração.
O processo de fosfatação com manganês é usado no tratamento contra a ferrugem e corrosão do aço. Dependendo do seu estado de oxidação, os íons de manganês possuem cores variadas e são usados industrialmente como pigmentos. Os permanganatos alcalinos e alcalinos terrosos são poderosos oxidantes. O dióxido de manganês é usado como cátodo (ou receptor de elétrons) em baterias e células secas padrões e alcalinas disponíveis no mercado. Em biologia, íons de manganês funcionam como coadjuvantes para uma grande variedade de enzimas que realizam muitas funções. As enzimas de manganês são particularmente essenciais no processo de desintoxicação dos radicais livres de superóxidos em organismos que precisam fazer uso do oxigênio elementar. O manganês também funciona no complexo com desprendimento de oxigênio de plantas fotossintéticas. O elemento é um mineral necessário em quantidades minúsculas para todos os organismos vivos conhecidos. Em quantidades maiores, e aparentemente com maior atividade quando inalado, o manganês pode causar a síndrome do envenenamento em mamíferos, com danos neurológicos sendo algumas vezes irreversíveis.

## História

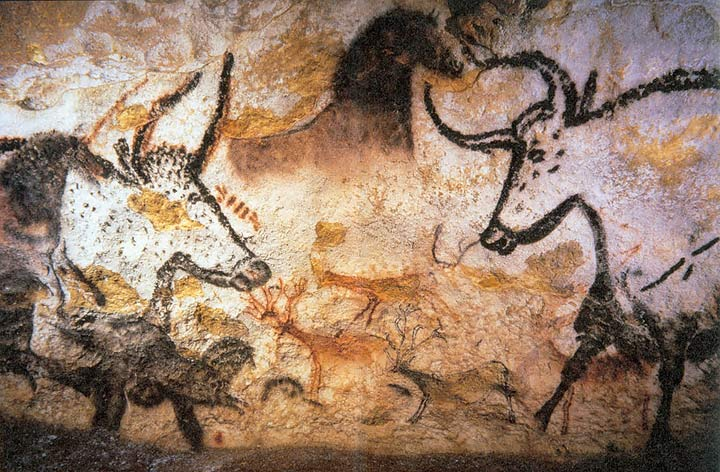
Pinturas rupestres em Lascaux, utilizando pigmentos contendo manganês.

A origem do nome "manganês" é complexa. Em tempos antigos dois minerais negros da Magnésia, região que atualmente faz parte do território grego, eram chamados de magnes por causa de seu local de origem mas acredita-se que as palavras diferiam em gênero. O magnes masculino atraía o ferro, e era o minério de ferro conhecido como magneto ou magnetita e que provavelmente deu origem ao termo magnético. O minério de magnes feminino não atraía o ferro mas era utilizada para descolorir o vidro. Este magnes feminino foi posteriormente chamado de magnesia, conhecida em tempos modernos como pirolusita ou dióxido de manganês. Nem este mineral nem o manganês propriamente dito possuem propriedades magnéticas. Por volta do século XVI, o dióxido de manganês foi denominado manganesum pelos fabricantes de vidros, possivelmente como uma concatenação de duas palavras uma vez que os vidraceiros e alquimistas eventualmente precisaram diferenciar a magnesia negra (mineral negro) da magnesia alba (minério branco), também proveniente da Magnésia e utilizado na fabricação de vidros. Michele Mercati chamou a magnésia negra de manganesa, e quando o metal foi isolado ficou conhecido como manganês, do alemão mangan. O nome magnesia foi utilizado para se referir somente a magnesia alba (óxido de magnésio) que posteriormente deu origem ao nome magnésio quando este foi isolado posteriormente.
Vários óxidos de manganês são abundantes na natureza e por causa de suas cores têm sido utilizados como pigmentos desde a Idade da Pedra. Vidreiros egípcios e romanos utilizavam tais compostos tanto para remover a cor do vidro quanto para adicioná-la. Por causa de sua utilização na fabricação de vidros, o dióxido de manganês estava disponível aos alquimistas e foi utilizado em experimentos. Em 1770 Ignatius Gottfried Kaim (1746-1778) e Johann Rudolf Glauber (1604-1670) descobriram que o dióxido podia ser convertido em permanganato, um reagente de laboratório útil pelo seu poder oxidante.
Os percentuais de manganês em minérios de ferro na Grécia levaram a especulação de que o aço produzido na região continha quantidades manganês, tornando o aço de Esparta excepcionalmente mais duro. Por volta do início do século XIX, foi observado que adicionando manganês às ligas de ferro estas se tornavam mais duras sem torná-las quebradiças. O elemento então passou a ser utilizado na fabricação do aço e várias patentes foram aprovadas. Em 1837 o acadêmico britânico James Couper fez uma associação de altos níveis de exposição ao manganês com uma forma de síndrome de Parkinson. Em 1912 o revestimento de proteção contra a ferrugem e corrosão em armas de fogo pela conversão eletroquímica do fosfato de manganês foi patenteada.
Com a invenção da pilha de Leclanché em 1866 e a subseqüente melhoria das baterias contendo dióxido de manganês como despolarizador catódico levou a um aumento pela demanda do minério. Até a introdução da bateria de níquel-cádmio e lítio, a maioria das baterias continha manganês. Baterias de zinco-carbono e alcalinas normalmente utilizam dióxido de manganês produzido industrialmente, por causa das impurezas naturais do minério. No século XX, o dióxido de manganês foi o principal material catódico de células e baterias secas tanto do padrão zinco-carbono quanto de alcalinas.

## Ocorrência e obtenção

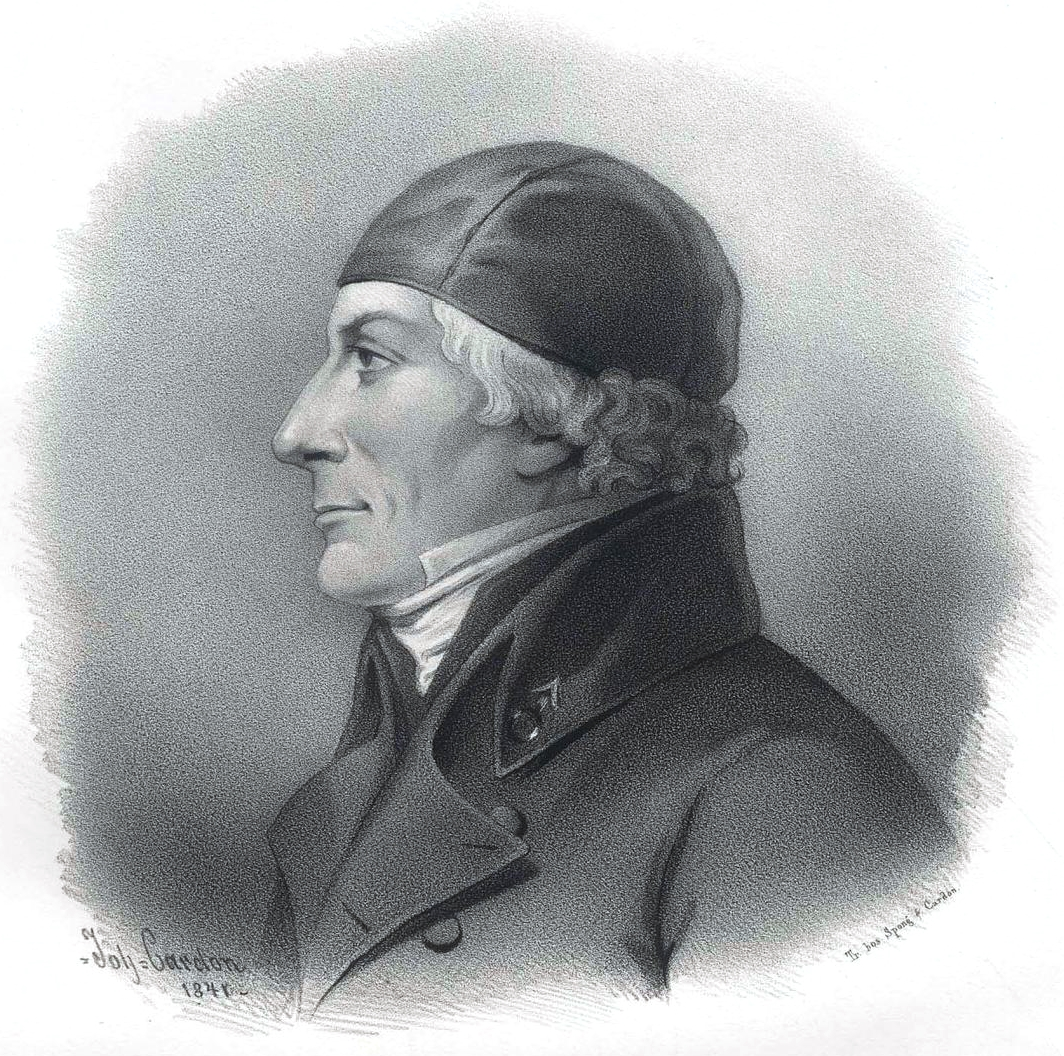
Os créditos por isolar o manganês pela primeira vez normalmente pertencem a Johan Gottlieb Gahn.

O manganês compõe aproximadamente 1000 ppm (0.1%) da crosta terrestre, sendo o 12.º elemento mais abundante. A água do mar contém somente 10 ppm enquanto a atmosfera 0.01 µg/m3. O elemento não é encontrado na forma pura, mas faz parte da composição de mais de cem minérios sendo os principais a pirolusita (MnO2), a rodocrosita (MnCO3) e a braunita (Mn2+Mn3+6)(SiO12).
Os recursos em terra são irregularmente distribuídos. Aproximadamente 80% das reservas mundiais conhecidas são encontradas na África do Sul e outros importantes depósitos estão localizados na Ucrânia, Austrália, Índia, China, Gabão e Brasil. No ar, sua concentração é maior perto de regiões industriais de mineração ou onde o antidetonante MMT está regulamentado. Em 1978, foi estimada a existência de 500 bilhões de toneladas de nódulos de manganês no fundo do oceano. Tentativas de encontrar métodos economicamente viáveis para extração destes nódulos foram abandonadas ainda na década de 1970.
No Brasil, o manganês foi o principal minério exportado até 1957 quando foi ultrapassado pelo ferro. Das catorze milhões de toneladas produzidas até a época, treze haviam sido exportadas com o principal destino consistindo dos Estados Unidos. A partir da década de 1970 o consumo interno aumentou e a partir de então em média 50% do minério extraído foi consumido pela indústria siderúrgica nacional. As principais reservas brasileiras estão localizadas em Serra dos Carajás (Pará), e os municípios de Mariana (Minas Gerais) e Corumbá (Mato Grosso do Sul) e as principais regiões consumidoras são na Região Sudeste.
O minério normalmente é beneficiado em local próximo a extração. O processo de beneficiamento envolve etapas de britagem, lavagem, peneiramento que resultam em três produtos distintos para venda com granulometrias diferentes. Para a produção da liga ferro-manganês, o minério de manganês é misturado com minério de ferro e carbono, sendo então reduzido em um alto-forno ou forno elétrico a arco, tendo o produto um teor de 30 a 80% de manganês. O elemento puro utilizado para a produção de ligas não ferrosas é produzido pela lixiviação do minério com ácido sulfúrico e um subsequente processo de eletrodeposição.
Em laboratório, o principal método de detecção é a espectroscopia de absorção atômica embora outros como a indução por plasma acoplado também possam ser utilizados. O isolamento do metal pode ser feito utilizando o método original de Gahn, pela redução do dióxido de manganês com o carbono, gerando dióxido de carbono e o metal puro.
| 1.  | África do Sul   | 5,80 |
| 2.  | Austrália       | 3,18 |
| 3.  | Gabão           | 2,51 |
| 4.  | Brasil          | 1,74 |
| 5.  | Gana            | 1,55 |
| 6.  | China           | 1,33 |
| 7.  | Índia           | 0,80 |
| 8.  | Ucrânia         | 0,50 |
| 9.  | Costa do Marfim | 0,48 |
| 10. | Myanmar         | 0,43 |

Fonte: USGS.

## Características

### Propriedades físicas
Usado em ligas principalmente na do aço e, também, para a produção de pilhas. Sua principal aplicação é na fabricação de ligas metálicas no qual é um agente removedor de enxofre e oxigênio e outros usos de seus principais compostos incluem o dióxido de manganês na confecção de pilhas secas e o permanganato de potássio em laboratório como agente oxidante em várias reações químicas.
O manganês é um metal de coloração cinzento-prateado muito parecido com o ferro. Ele é um metal duro e muito quebradiço, difícil de fundir, mas que se oxida facilmente. O manganês metálico e seus íons comuns são paramagnéticos.

### Isótopos
Em sua forma natural o manganês é composto por um isótopo estável, o 55Mn. Dezoito radioisótopos já foram estudados, sendo os mais estáveis o 53Mn com uma meia-vida de 3,7 milhões de anos; o 54Mn, com uma meia-vida de 312,3 dias, e o 52Mn com uma meia-vida de 5,591 dias. Todos os demais isótopos radiativos possuem meias-vidas menores que três horas sendo que a maioria deles possuem meias-vidas menores que um minuto. Este elemento também possui três estados meta.
O manganês faz parte do grupo dos elementos do Ferro, os quais supõem-se que tenham sido sintetizados nas grandes estrelas pouco antes da explosão da supernova. O isótopo 53Mn se transforma em 53Cr com uma meia-vida de 3,7 milhões de anos. Em razão de sua meia-vida relativamente curta, o 53Mn ocorre somente em pequeníssimas quantidades devido à ação dos raios cósmicos sobre o ferro nas rochas. O conteúdo de isótopos de manganês normalmente são combinados com o conteúdo de isótopos do cromo e encontraram aplicação na geoquímica de isótopos e na datação por radiometria. As taxas de isotopia de Mn e Cr reforçam a evidência de 26Al e de 107Pd na história da formação do sistema solar. Variações nas taxas de 53Cr/52Cr e nas taxas de Mn/Cr provenientes de diversos meteoritos indicam uma taxa inicial de 53Mn/55Mn que sugere que a composição de isótopos de Mn e Cr deve resultar da decomposição do isótopo de 53Mn em corpos planetários diferenciados o que fornece evidências adicionais para os processos nucleosintéticos imediatamente anteriores à coalescência do sistema solar.
Os isótopos de manganês variam em peso atômico de 46 u (46Mn) a 65 u (65Mn). O modo de decomposição principal anterior ao isótopo estável mais abundante, 55Mn, ocorre com captura de elétron e o modo principal posterior ocorre com emissão de partículas beta.

### Propriedades químicas

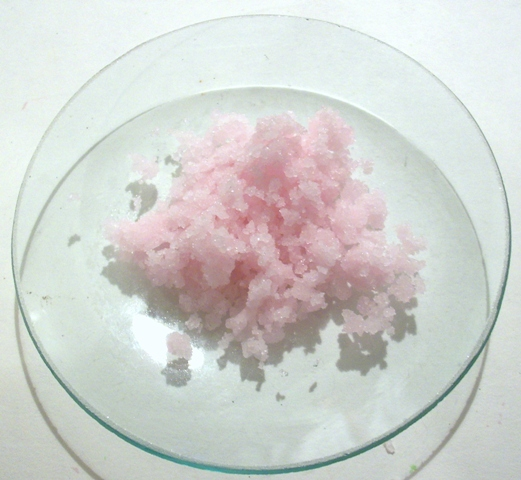
Cristais de Cloreto de Manganês II - a cor rosa pálida dos sais de Mn (II) ocorre em razão da transição 3d com spin proibido, o que é muito raro.

Os estados de oxidação mais comuns do manganês são +2, +3, +4, +6 e +7, embora estados de oxidação variando de -3 a +7 tenham sido observados. O íon Mn2+ compete frequentemente com o Mg2+ nos sistemas biológicos. Compostos de manganês onde o manganês se apresenta com estado de oxidação +7, os quais podem ser transformados no óxido instável Mn2O7 e compostos do ânion permanganato MnO4- de cor púrpura intensa, são poderosos agentes oxidantes. Compostos com estados de oxidação +5 (azuis) e +6 (verdes) são fortes agentes oxidantes e são vulneráveis à desproporção.
O estado de oxidação mais estável para o manganês é +2, o qual possui uma cor rosa, e muitos compostos de manganês (II) são conhecidos, tais como o sulfato de manganês (MnSO4) e o cloreto de manganês (II) (MnCl2). O estado de oxidação +2 é o estado utilizado por organismos vivos para suas funções essenciais; outros estados costumam ser tóxicos para o corpo humano. O estado de oxidação +2 do Mn resulta da remoção dos dois elétrons da camada 4s, deixando um íon com spin elevado no qual todos os cinco dos orbitais 3d contém um único elétron. A absorção da luz visível por este íon é realizada somente por uma transição com proibição de spin na qual um dos elétrons da camada d deve fazer par com o outro, para dar ao átomo uma alteração no spin de duas unidades. A improbabilidade de tal transição é percebida na natureza uniformemente pálida e praticamente incolor dos compostos de Mn(II) devido a outros estados de oxidação do manganês.
O estado de oxidação +3 é conhecido em compostos como o acetato de manganês (III), mas estes são agentes oxidantes altamente poderosos e também sujeitos a desproporção em solução para manganês (II) e manganês (IV). Os compostos sólidos de manganês (III) se caracterizam pela sua preferência de coordenação octaédrica disforme devido ao efeito Jahn-Teller e à sua pronunciada cor púrpura.
O estado de oxidação +5 pode ser obtido se o dióxido de manganês for dissolvido em nitrito de sódio triturado. Sais de manganês (VI) também podem ser produzidos dissolvendo compostos de Mn, tais como dióxido de manganês, em álcali triturado e com exposição ao ar.
Compostos de permanganato (com estado de oxidação +7) são de cor púrpura, e dão ao vidro esta cor. Os permanganatos de potássio, sódio e bário Ba(MnO4)2 são poderosos oxidantes. Permanganato de potássio, também chamado de cristais de Condy, é normalmente usado como reagente de laboratório em razão de suas propriedades oxidantes e tem sido utilizado na medicina tópica (por exemplo no tratamento da ictioftiríase, também conhecida como doença do peixe, causada pelo protozoário Ichthyophthirius multifiliis). Soluções de permanganato de potássio estavam entre os primeiros corantes e fixadores utilizados na preparação de células biológicas e tecidos para a microscopia eletrônica.
| Estados de oxidação do manganês                      | Estados de oxidação do manganês                            |
| ---------------------------------------------------- | ---------------------------------------------------------- |
| 0                                                    | Decacarbonila de dimanganês Mn2(CO)10                      |
| +1                                                   | Metilciclopentadienil manganês tricarbonila MnC5H4CH3(CO)3 |
| +2                                                   | Cloreto de manganês (MnCl2)                                |
| +3                                                   | Fluoreto de manganês (MnF3)                                |
| +4                                                   | Dióxido de manganês (MnO2)                                 |
| +5                                                   | Hipomanganato de potássio (K3MnO4)                         |
| +6                                                   | Manganato de potássio (K2MnO4)                             |
| +7                                                   | Permanganato de potássio (KMnO4)                           |
| Os estados de oxidação mais comuns estão em negrito. |                                                            |

## Aplicações
O manganês não possui substituto satisfatório na maioria de suas aplicações, que são relacionadas ao uso na indústria metalúrgica em ligas. Em aplicações menores, (por exemplo, no processo de fosfatação com manganês), o zinco e algumas vezes o vanádio são sucedâneos viáveis. Na fabricação de baterias descartáveis, as pilhas padrões e alcalinas que utilizam manganês geralmente serão substituídas no futuro pela tecnologia das baterias de lítio.

### Aço
O manganês é essencial na fabricação do ferro e do aço, devido às suas propriedades como fixador de enxofre, desoxidante, e na fabricação de ligas metálicas. A fabricação do aço incluindo seu componente na fabricação do ferro, é o responsável pela maior parte na demanda de manganês, presentemente na faixa de 85% a 90% do total da demanda. Dentre uma variedade de outros usos, o manganês é um componente chave para formulação de aço inoxidável de baixo custo.
Quantidades pequenas de manganês melhoram a forma de produção do aço em altas temperaturas, devido à produção de sulfetos com alto ponto de fusão, impedindo, portanto, a formação de sulfeto de ferro líquido a nível de granulatura. Se o conteúdo de manganês alcançar 4%, o aço produzido será quebradiço. Essa característica diminui para concentrações mais elevadas de manganês e alcança um nível aceitável em torno de 8%. Aços contendo de 8 a 15% de manganês podem ter uma resistência à tração elevada de até 863 MPa. Aços com 12% de manganês foi utilizado na fabricação de capacetes de aço na Inglatera. Esta composição de aço foi descoberta em 1882 por Robert Hadfield (1858-1940) e é ainda hoje conhecida como aço de Hadfield.

### Ligas de alumínio
A segunda maior aplicação do manganês é em ligas com o alumínio no qual uma quantidade aproximada de 1,5% aumenta a resistência à corrosão devido a formação de grãos que absorvem impurezas que provocariam a corrosão galvânica.
A resistência a corrosão das ligas de alumínio 3004 e 3104, com um percentual de manganês de 0,8 a 1,5% respectivamente, são as mais utilizadas na fabricação de latas de bebidas.

### Outros usos

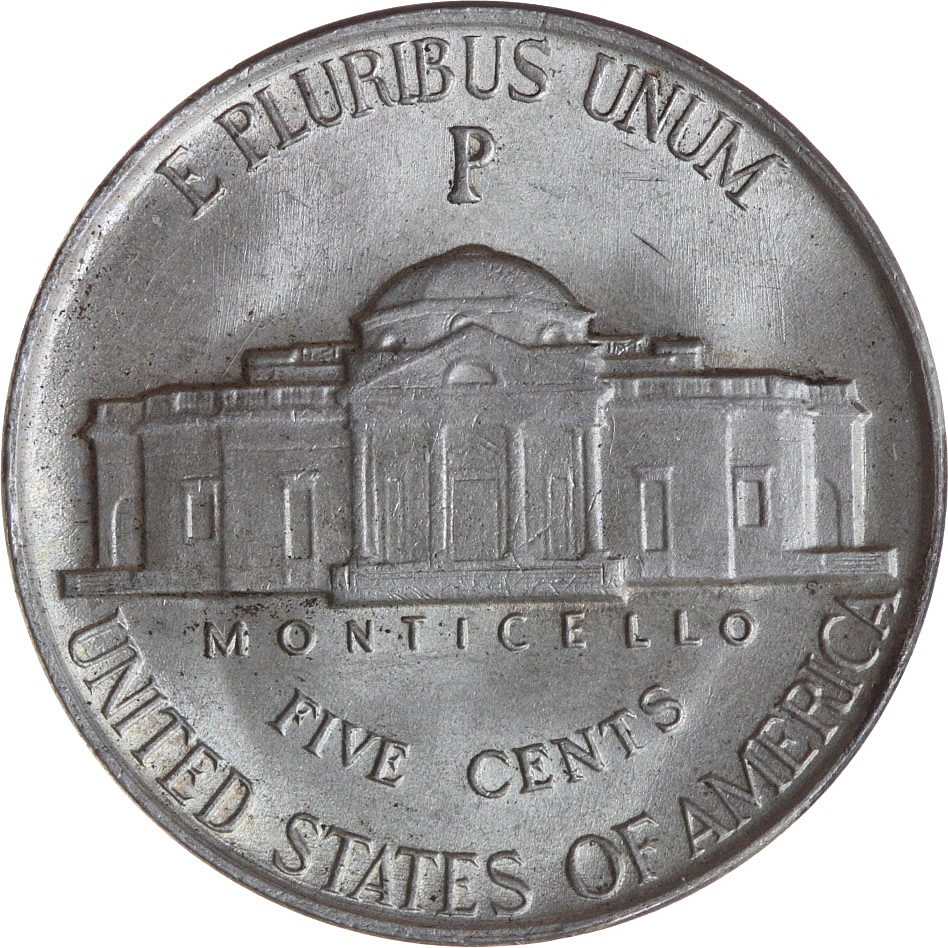
Moeda cunhada durante a Segunda Guerra, feita de uma liga contendo 56% de cobre-35% de prata e 9% de manganês

O metilciclopentadienil-manganês-tricarbonil (MMT) é um composto organometálico utilizado como aditivo da gasolina sem chumbo para aumentar o nível de octanagem e reduzir os efeitos de explosão do motor. Não existem estudos detalhados sobre os riscos inerentes à combustão do composto e à exposição da população aos efeitos do manganês. O manganês neste composto organometálico incomum possui estado de oxidação -1.
O óxido de manganês IV (ou dióxido de manganês (MnO2) é utilizado como reagente em química orgânica como agente de oxidação de álcoois benzílicos (que contém o radical CH2OH adjacente ao anel aromático). O dióxido de Manganês tem sido usado desde a antiguidade para neutralizar, por meio da oxidação, a cor esverdeada em vidros causada por traços de contaminação de ferro. O MnO2 é também usado na produção de oxigênio e de cloro, e também na secagem de tintas pretas. Em algumas preparações, ele é um pigmento marrom que pode ser usado na fabricação de tintas e é um constituinte natural da umbra.
O dióxido foi empregado originalmente na produção de pilhas secas de bateria como receptor de elétrons do zinco, e trata-se do material negro encontrado quando abrimos pilhas de alta luminosidade do tipo zinco-carbono. O óxido de manganês é reduzido a óxido-hidróxido de manganês MnO(OH) durante a descarga, impedindo a formação de hidrogênio no anodo da bateria.
MnO2 + H2O + e- → MnO(OH) + OH-
O dióxido de manganês também tem utilizado recentemente em pilhas alcalinas, que faz uso da mesma reação básica, mas com uma mistura diferente de eletrólitos. Em 2002, mais de 230.000 toneladas de dióxido de manganês foram utilizados com este propósito.
Ocasionalmente o metal era usado na produção de moedas; até o ano 2000, a única moeda americana a utilizar manganês foi a moeda de níquel produzida durante a guerra entre 1942–1945. Uma liga contendo 75% de cobre e 25% de níquel era usada tradicionalmente na produção de moedas de níquel. Todavia, em razão da escassez do metal níquel durante a guerra, ela foi substituída pela prata e pelo manganês que estavam mais disponíveis, resultando assim numa liga de 56% de cobre, 35% de prata e 9% manganês. Desde o ano 2000, moedas em dólares, por exemplo o dólar Sacagawea e as moedas presidenciais de $1 dólar, são feitas de latão contendo 7% de manganês misturados ao puro minério de cobre. Tanto nos casos do níquel como no dólar, o uso de manganês na moeda tinha o objetivo de duplicar as propriedades eletromagnéticas de uma moeda anterior de mesmo tamanho e valor, para fins de comércio. No caso das moedas de dólares americanos mais recentes, a liga de manganês foi uma tentativa de melhorar as propriedades da liga de cobre e níquel usadas anteriormente no dolar do tipo Susan B. Anthony.
O permanganato de potássio possui aplicação em laboratório no qual é utilizado como agente oxidante em reações orgânicas de clivagem oxidativa. Devido à sua característica fortemente oxidativa, também é empregado como agente bactericida no tratamento industrial da água e infecções da pele. Outras aplicações do sal o incluem como reagente na fabricação de sínteses orgânicas como por exemplo do ácido ascórbico, da sacarina e do ácido pirazinóico
Os compostos de manganês tem sido usados como pigmentos e nos processos de coloração de cerâmicas e vidros. A cor marrom da cerâmica deve-se algumas vezes aos compostos de manganês. Na indústria de vidros, compostos de manganês são usados para produzirem dois efeitos. O Manganês (III) reage com o Ferro(II) para induzir a forte cor verde do vidro com formação do Ferro(III) menos colorido e Manganês(II) ligeiramente cor de rosa, como forma de compensação da cor residual do Ferro(III). Quantidades maiores de manganês são usadas para produzir vidros de cor rosa.

## Papel biológico

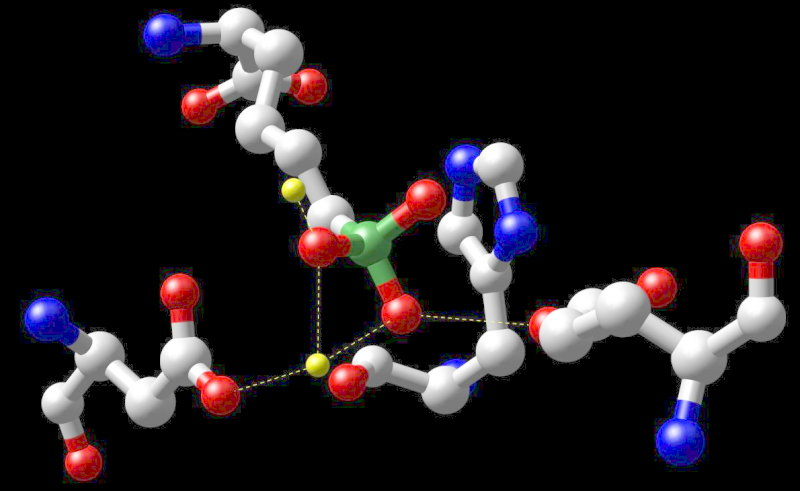
Centro reativo da arginase - os átomos de manganês são mostrados em amarelo.

O manganês é um oligoelemento para todas as formas de vida, nas quais tem funções tanto estruturais quanto enzimáticas. As classes de enzimas que possuem o manganês como cofatores são amplas e incluem oxirredutases, transferases, hidrolases, liases, isomerases, ligases, lectinas e integrinas. A transcriptase reversa de muitos retrovírus contém manganês e os exemplos mais conhecidos de polipeptídeos são a arginase, a toxina diftérica e a superóxido dismutase com manganês (Mn-SOD).
O corpo humano contém aproximadamente 12 mg do elemento, dos quais a maioria está armazenada nos ossos. Nos tecidos, está concentrado no fígado e rins. No cérebro, está ligado a metaloproteínas como a sintetase glutamina em astrócitos. Uma dieta regular de aproximadamente de 17 mg/kg absorve cerca de 7% do elemento por meio do trato gastrointestinal, podendo ser afetada pela ingestão de ferro ou cálcio. O elemento é transportado no sangue pela β-globulina, metabolizado pelo sistema excretor biliar e excretado através das fezes junto com o excedente ingerido. Uma vez que o sistema excretor biliar não está completamente desenvolvido em crianças, estas possuem uma quantidade superior de manganês em sua constituição e são mais suscetíveis a intoxicações pelo elemento. A deficiência do metal pode provocar anomalias no sistema locomotor.
O manganês também é importante na fotossíntese e evolução do oxigênio em cloroplastos de plantas. O OEC (oxygen-evolving complex) é parte do fotossistema II nas membranas tilacoides de cloropúltimoos sendo responsável pela fotooxidação da água durante a fase luminosa da fotossíntese e tem um núcleo metaloenzima com quatro átomos.
A química biológica do manganês está intimamente associada à química do oxigênio, em seus vários estados de oxidação. Nesse contexto, o manganês desempenha papel fundamental nos processos fotossintéticos de produção de O2 (composto tetranuclear de Mn no fotossistema II), na degradação oxidativa de lignina (via as Mn-ligninases), em diversas reações de hidrólise e nos processos de proteção contra estresse oxidativo. Entre essas enzimas de proteção, destacam-se a superóxido dismutase de manganês (Mn-SOD), que catalisa o desproporcionamento de superóxidos, O2-, e a Mn-catalase, que catalisa o desproporcionamento do peróxido de hidrogênio, H2O2. Na concavanila A (da família das lectinas), o manganês tem um papel estrutural.

## Toxicologia
Em comparação com outros metais essenciais, é um dos elementos metálicos menos tóxicos do ponto de vista nutricional, não sendo conhecida toxidez natural em alimentos. O estudo de efeitos toxicológicos do manganês é recente e de difícil análise por envolver os gânglios da base no cérebro, inacessíveis por métodos de pesquisa convencionais. Todavia sua toxidez é bem estabelecida. Seu cloreto bivalente correspondente possui dose letal de cerca de 300 μmol/kg por injeção em roedores e alguns de seus compostos como agentes contrastantes podem ser administrados em concentrações até 10 vezes superior sem efeito colateral observável. A inalação de compostos (e.g. em atividades de extração de minérios) tem efeito sobre o sistema nervoso central, mesmo em pequenas concentrações após exposição por longos períodos. O manganismo, condição resultante da intoxicação pelo elemento, pode provocar entre outros efeitos colaterais a anorexia, apatia, insônia e até mesmo alucinações. Em alguns casos podem ser observados também efeitos colaterais semelhantes à síndrome de Parkinson.
Testes de laboratório indicam que compostos com manganês possuem potencial mutagênico, tendo sido observadas danos a integridade da cadeia de DNA, diminuição da fidelidade de replicação do DNA e mutações. Sais como o permanganato de potássio possuem atividade carcinogênica confirmada em testes com ratos, embora testes mais abrangentes com outros metais deixem margem de dúvida quanto ao manganês como agente causador. Mesmos nos testes no qual apresentou respostas positivas, os resultados foram inferiores a outros metais. Todavia o elemento não apresenta risco carcinogênico significante. Baseados em estudos com animais realizados pela US National Toxicology Program, a Agência de Proteção Ambiental dos Estados Unidos e classificou o elemento no grupo D de carcinogenicidade. A administração oral de compostos metálicos por período prolongado não provocou aumento de adenomas pulmonares embora tenha sido relatados um aumento significativo de fibrosarcomas nos locais de injeção de compostos acetil-acetona de manganês. Estudos epidemiológicos da exposição ao manganês são impactados por fatores sócio-econômicos e outros metais sendo difícil relacionar o aumento de casos de câncer e mortalidade com a presença do metal.
O excesso de manganês não somente reduz a fertilidade como produz efeitos teratogênicos, provocadas pela rápida absorção dos sais pela placenta. Tanto a administração de compostos de manganês por injeções quanto por via oral em animais indicam efeitos colaterais como, por exemplo, má formação do sistema locomotor, aumento da taxa de mortalidade de neonatais e outros efeitos. O fungicida MANEB também apresenta propriedades teratogênicas provocando deformidades em todas as concentrações de teste. Todavia agentes contrastantes não possuem atividade teratogênica comprovada nas concentrações usualmente ministradas em ressonâncias.

## Galeria de imagens

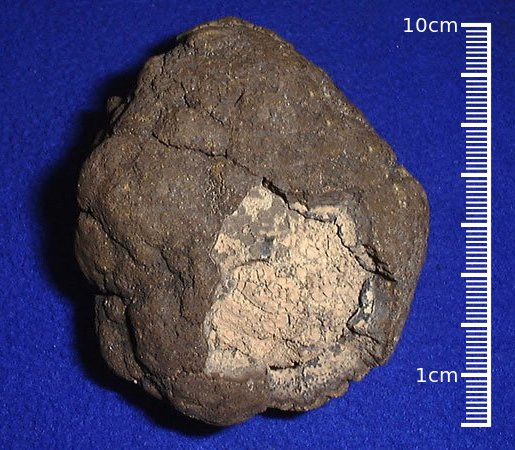
Minério de manganês
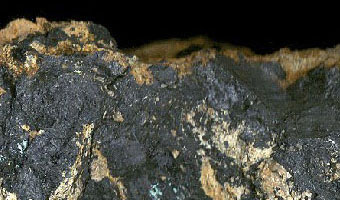
Psilomelane (hematita preta)
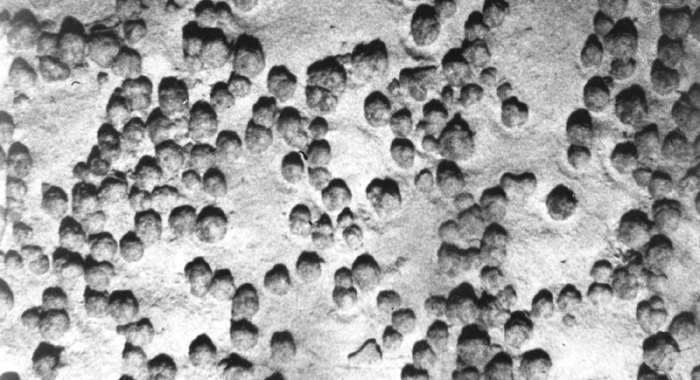
Nódulos de manganês, no fundo do oceano.
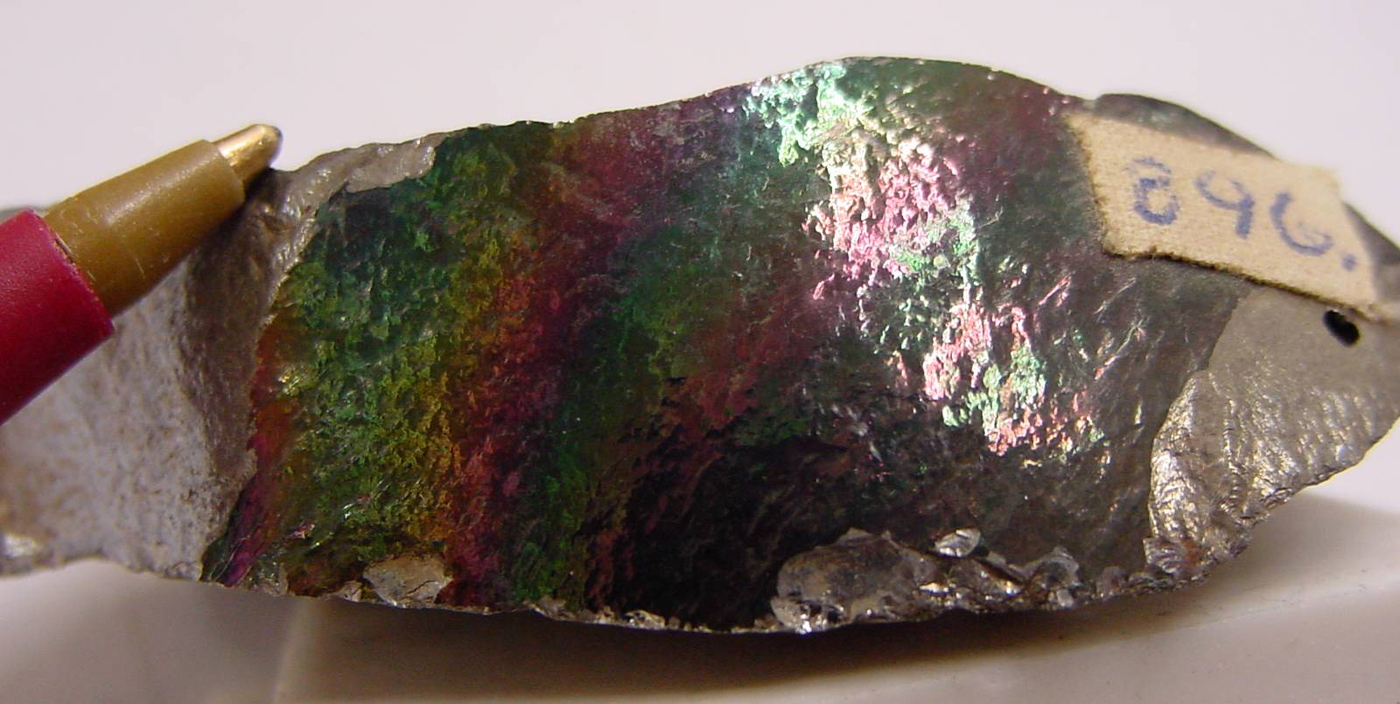
Spiegeleisen é uma liga de ferro contendo aproximadamente 15% de manganês
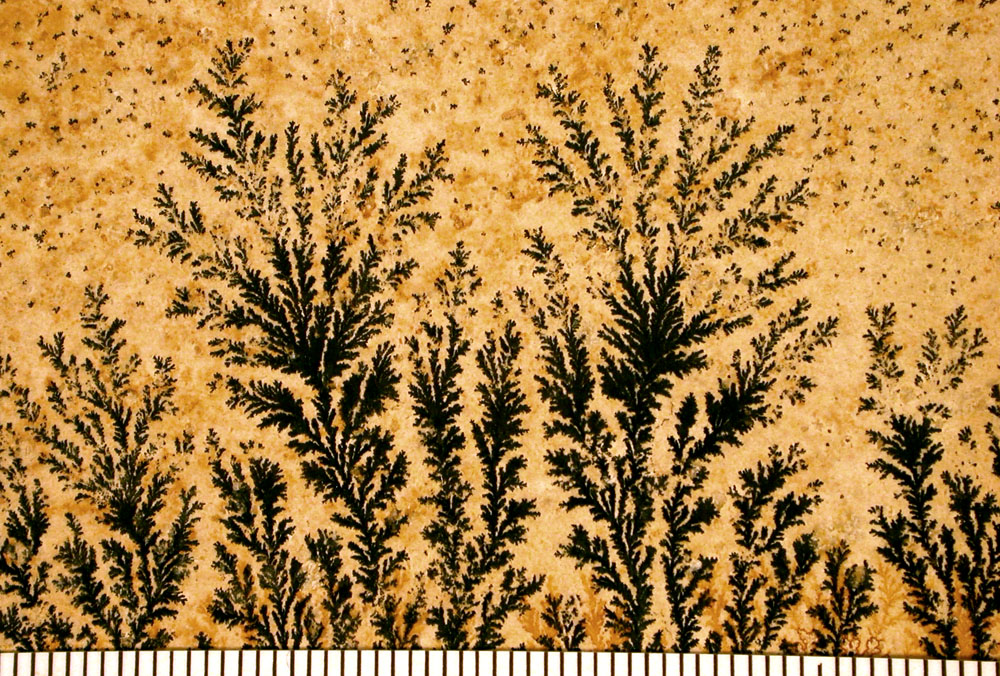
Dendritos de óxido de manganês sobre calcário em Solnhofen, Alemanha — uma espécie de pseudofóssil. Escala em mm
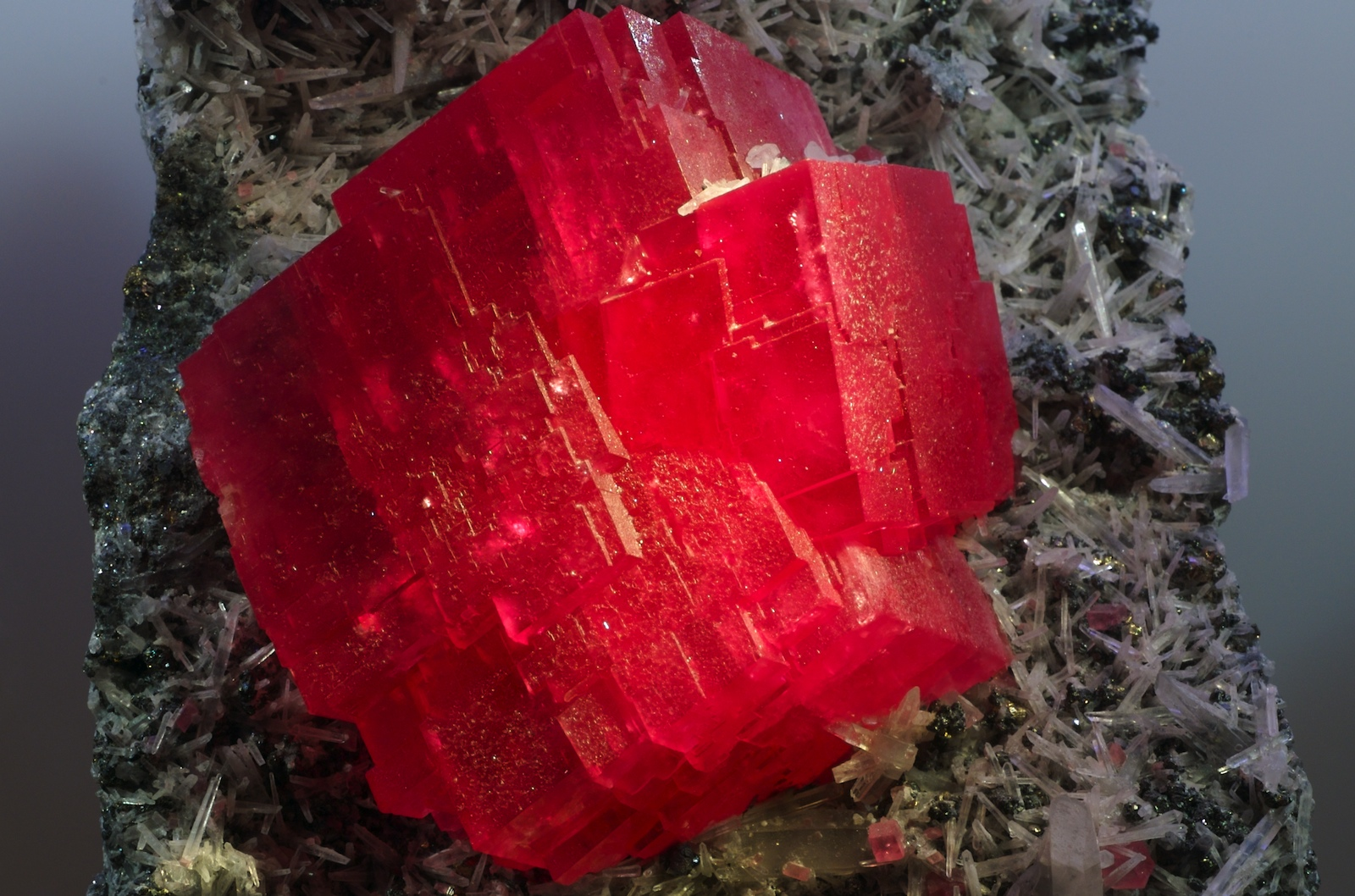
Rodocrosita mineral (Carbonato de manganês (II) (MnCO3)) onde a cor intensa vermelha é devido a impurezas, e não ao manganês.